# Les Yeux d'la tête
Les Yeux d'la tête est un groupe de chanson française, originaire de Paris.

## Biographie

### Débuts (2006—2008)
Les Yeux d'la tête nait en 2006 de la rencontre de Benoît Savard et Guillaume Jousselin à l'école de musique actuelles ATLA à Pigalle. Benoît jouait dans une fanfare et amène l'influence des musiques manouche et balkanique tandis que Guillaume vient du monde du rock français des années 1970. Ils forment alors un quintet guitares, saxophones, accordéon et contrebasse et se produisent dans les rues de Montmartre et les bars de Paris.

### Premier album et succès (2008—2012)
Après un an et demi de concerts, Les Yeux d'la tête enregistre en 2008 leur premier album, intitulé Danser sur les toits, avec Jean Taxis. Le disque est auto-produit, via la structure Fais et Ris, créée pour l'occasion à l'initiative d'Antoine Allièse. C'est une volonté du groupe de garder le contrôle, de réduire le nombre d’intermédiaires possible avec le public et de « valoriser une façon de faire plus humaine et éthique ». Le disque reçoit un accueil mitigé de la part des professionnels mais la presse publie de bonnes chroniques. Cela permet au groupe de se faire connaitre, et de prendre conscience que ce projet musical est viable. Pierre Chatel rejoint le groupe à la batterie et, en plus des concerts, le groupe profite de dispositifs d’accompagnements (centre Barbara Fleury Goutte d'or en 2008, TRACE sélection itinérance 92 en 2009).
En 2009, le groupe est repéré par Patchanka Booking Agency, un booker allemand travaillant déjà avec d'autres groupes français comme Syrano, Karpatt, Les Ogres de Barback, et Mass Hysteria, qui leur permettra de se faire connaitre à l'étranger et de se produire encore plus en concerts.
En 2010, le groupe est sélectionné par France O Folies pour jouer sur la scène principale des Francofolies de La Rochelle le 14 juillet en 1re partie de M devant 15 000 personnes, et remporte le 1er prix du festival de folk européen Folkherbst en Allemagne.

### Suites (depuis 2012)
En 2012, Émilien Pottier arrive à la basse,. Le groupe publie son deuxième album, Madones, enregistré aux studios Davout et réalisé par Laurent Jais, avec plusieurs artistes invités : Tom Fire aux claviers, Babylon Circus aux cuivres, le scratcheur de Sam Tach aux platines et Étienne Favier à la guitare manouche. L'illustration de couverture et les images du livret ont été réalisés par Le Turk.
Entre 2012 et 2014, Xavier Hamon remplace Pierre Chatel à la batterie et aux percussions. Durant ces deux ans de tournées, Benoit et Guillaume composent beaucoup, amenant la publication de l'EP I Don't Speak English début 2014 et l'enregistrement en live de l'album Liberté chérie à l'automne 2015 par Laurent Jais dans les studios La Seine et Davout, pour une sortie le 19 février 2016. Sur la tournée Liberté Chérie, Antoine Allièse est remplacé par Éric Allard-Jacquin, tout en restant en contact avec le groupe.
En 2018, Benoît Savard part trois mois au Mexique et dans les Caraïbes où il écrit la majeure partie des morceaux de l'album Murcielago, qui est ensuite enregistré en France et en Belgique. Le titre signifie « chauve-souris » en espagnol et symbolise le voyage, la renaissance, le changement, le passage du crépuscule à l’aube. L'album parait le 8 février 2019. Antoine Allièse participe sur quelques titres, à l'accordéon.

## Style musical et influences
Les Yeux d'la tête sont inspirés par la chanson française (Jacques Brel, Georges Brassens, Ferrat), le rock alternatif français des années 1970-1980 (Mano Negra, les VRP, Ludwig von 88), les musiques d'Europe de l'Est (musique gypsy, manouche), ainsi que le swing et le rock,. Le groupe se définit comme étant d'abord un groupe de chansons : l'écriture commence par le texte puis la musique vient l'enrichir,.

## Membres

### Membres actuels
- Benoît Savard — voix, guitares (depuis 2006)
- Eddy Lopez — saxophone, chœurs (depuis 2006)
- Émilien Pottier — basse, contrebasse (depuis 2012)
- Xavier Hamon — batterie (depuis 2012/2014[4],[9])
- Rodrigue Fernandes — accordéon, (depuis 2020)

### Anciens membres
- Guillaume Jousselin — voix, guitare (2006—2019)
- Antoine Allièse — accordéon (2006—2015)[4]
- Éric Allard Jacquin — accordéon (2016—2019)
- Pierre Chatel — batterie (2008—2012/2014[1],[4],[9])